# Лецен (Мекленбург-Передня Померанія)
Лецен (нім. Leezen) — громада в Німеччині, розташована в землі Мекленбург-Передня Померанія. Входить до складу району Людвігслуст-Пархім. Складова частина об'єднання громад Кріфіц.
Площа — 26,25 км2. Населення становить 2207 ос. (станом на 31 грудня 2020).